# Nikki Benz
Nikki Benz, född den 11 december 1981, är artistnamnet för en kanadensisk porrskådespelerska och Penthouse Pet. År 2011 blev hon utvald till Penthouse "Pet of the Year". Benz är bosatt i Los Angeles i USA. Dessutom är hon med i bolaget Brazzers.

## Karriär
I januari 2003 skrev hon kontrakt med Pleasure Productions. Den första sexscenen gjordes i filmen Strap On Sally 20 med Gina Lynn,. Den första sexscenen med en man gjordes med Ben English i The Sweetest Thing.
Nikki Benz har medverkat som modell i många magasin, såsom Penthouse, High Society, Genesis, Fox, OUI, Cheri, Hustler, Club och Club International. Hon blev april månads "Pet of the Month" och var också Penthouse omslagsflicka i tidskriftens majnummer 2008. Benz utsågs till Penthouse Pet of the Year 2011.

## Utmärkelser
Nikki Benz har fått nomineringar och utmärkelser (AVN Awards) för olika sexscener åren 2006, 2007, 2008 och 2010. 